# Oxydia distans
Oxydia distans är en fjärilsart som beskrevs av W. Warren 1904. Oxydia distans ingår i släktet Oxydia och familjen mätare. Inga underarter finns listade i Catalogue of Life.